# فاطمة الزهراء المنصوري
فاطمة الزهراء المنصوري (مواليد 3 يناير 1976) هي محامية وسياسية مغربية، تشغل منصب وزيرة إعداد التراب الوطني والتعمير والإسكان وسياسة المدينة في الحكومة المغربية، وهي أول امرأة تترأس بلدية مراكش، تم انتخابها عمدة مراكش في 23 يونيو 2009 إلى سنة 2015، مما يجعلها ثاني امرأة تتقلد منصب العمدة في المغرب.

## مسيرتها
ولدت فاطمة الزهراء المنصوري في 3 يناير 1976 في مراكش وسط عائلة من الرحامنة، إبنة عبد الرحمن المنصوري، الذي كان باشا (نائب محافظ) مدينة مراكش لمدة ثماني سنوات. وقد تلقت تعليمها في المدارس الفرنسية في مراكش. درست القانون في فرنسا، كانت بالغة التأثر بوالدها منذ الصغر، ومشاهدة حججه في المحكمة. وهي أم لطفلين. بدأت حياتها المهنية كمحامية، وقامت بتأسيس شركة محامات متخصصة في قانون المعاملات العقارية والتجارية، انتخبت كعمدة لمدينة مراكش عن حزب الأصالة والمعاصرة.

## تكوينها
- 2000: دبلوم في قانون الأعمال الانجلوسكسوني جامعة نيويورك الولايات المتحدة الأمريكية
- 1999: دبلوم الدراسات المعمقة " D E A " قانون عقود الأعمال جامعة مونبلييه فرنسا
- 1998: إجازة في القانون الخاص جامعة محمد الخامس
- 1994: شهادة الباكالوريا ثانوية فيكتور هوجو الفرنسية بمراكش

## المهام
- وزيرة إعداد التراب الوطني والتعمير والإسكان وسياسة المدينة (2021 –)
- عمدة مدينة مراكش (2009 –)
- رئيسة جمعية طلبة القانون الفرنسي
- رئيسة جمعية «مونية» لإنقاذ التراث
- محامية بهيئة المحامين بمراكش